# Autorail CGC
L'autorail CGC est un type d'autorail construit en huit exemplaires au début des années 1930 par la Compagnie générale de construction pour les besoins de la Compagnie des chemins de fer de Paris à Lyon et à la Méditerranée (PLM) et de l'Administration des chemins de fer de l'État (État).
Lors de leur intégration au parc de la SNCF en 1938, les autorails sont renumérotés XGC 10001 à 10008. Leur radiation intervient en 1945 ou 1948.

## Genèse de la série
En 1931, plusieurs réseaux de chemins de fer français lancent des appels d'offres auprès de constructeurs d'autorails pour qu'ils conçoivent des véhicules susceptibles de re-dynamiser les lignes ferroviaires secondaires menacées par l'essor de l'automobile.
Pari les projets retenus par la Compagnie des chemins de fer de Paris à Lyon et à la Méditerranée (PLM) figure la proposition de la Compagnie générale de construction établie à Sant-Denis, élaborée avec MAN qui construit le même modèle en Allemagne.

## Caractéristiques
L'autorail est propulsé par un moteur Diesel MAN à six cylindres en ligne, d'une cylindrée totale de 16,6 L et d'une puissance de 120 à 140 ch. Le moteur est relié à une boîte de vitesses mécanique à quatre rapports avec un inverseur, qui entraîne l'un des deux essieux de l'engin par un arbre à cardan et un pont moteur, dénotant une filiation certaine avec la filière automobile. Outre un frein à main de secours, l'autorail dispose de freins à tambour et d'un frein électromagnétique.

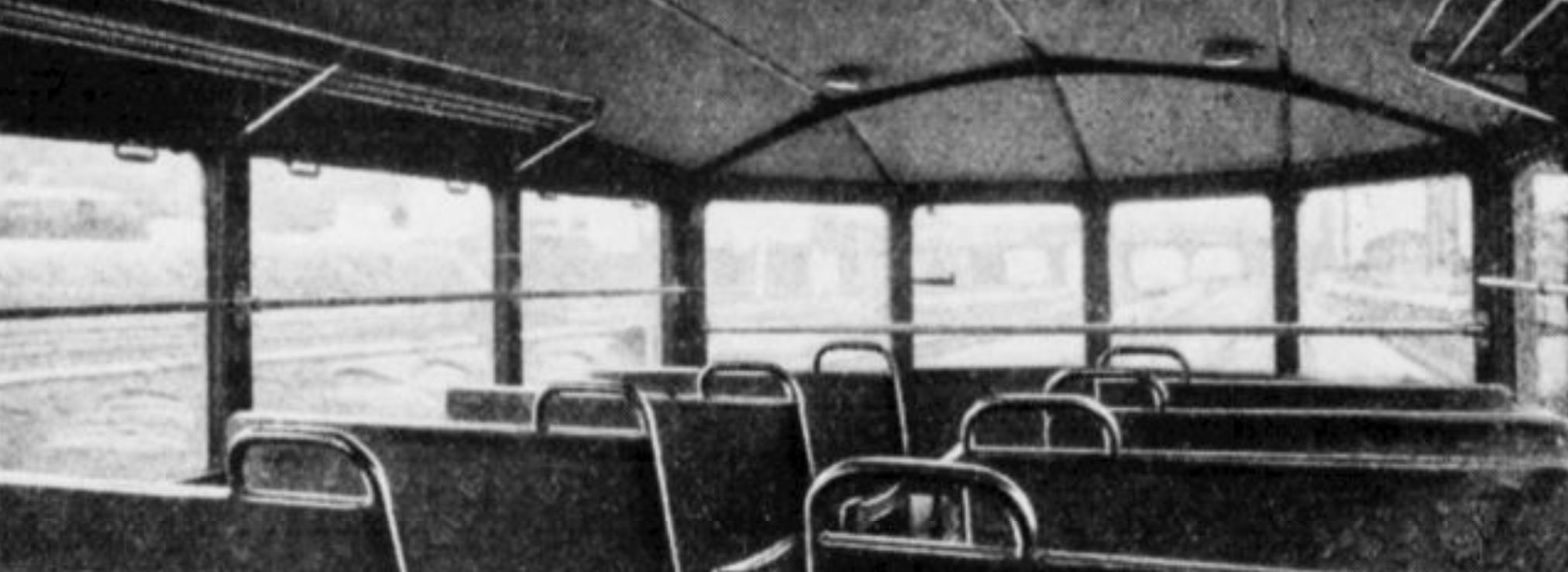
Aménagement intérieur d'un autorail CGC du PLM.

L'autorail CGC est un engin monocaisse, avec une seule cabine de conduite établie dans un kiosque au-dessus de la toiture, comme sur les autorails Bugatti contemporains. Le moteur est placé au centre du châssis et posé sur ce dernier. La caisse coiffe l'ensemble ; le moteur est isolé de l'unique espace voyageurs par un capot mais son tuyau d'échappement traverse le compartiment voyageurs dans toute sa hauteur, puis le kiosque placé au-dessus, pour déboucher à l'air libre. Cette disposition n'est certainement pas optimale pour le confort des voyageurs (bruit, vibrations, odeurs), même si le PLM vante la vue panoramique dont jouissent les passagers dans un espace dépourvu de toute cloison.
L'autorail est long de 12,8 m pour une masse à vide de 17,4 t et sa vitesse maximale de s'établit à 90 km/h.
L'aménagement intérieur, avec des banquettes réversibles selon le sens de la marche, permet d'accueillir 40 passagers, plus quatre autres sur des strapontins et une vingtaine debout. Une tonne de bagages peut être embarquée.
La livrée correspond à celle des réseaux propriétaires, bas de caisse bleu azur, haut de caisse, toiture et kiosque gris perle pour le PLM, caisse intégralement rouge rubis, toiture et kiosque gris perle pour l'État.

Livrées des autorails CGC du PLM et de l'État.
Autorail en livrée de la compagnie du PLM.
Autorail en livrée du réseau de l'État.

## Carrières et services

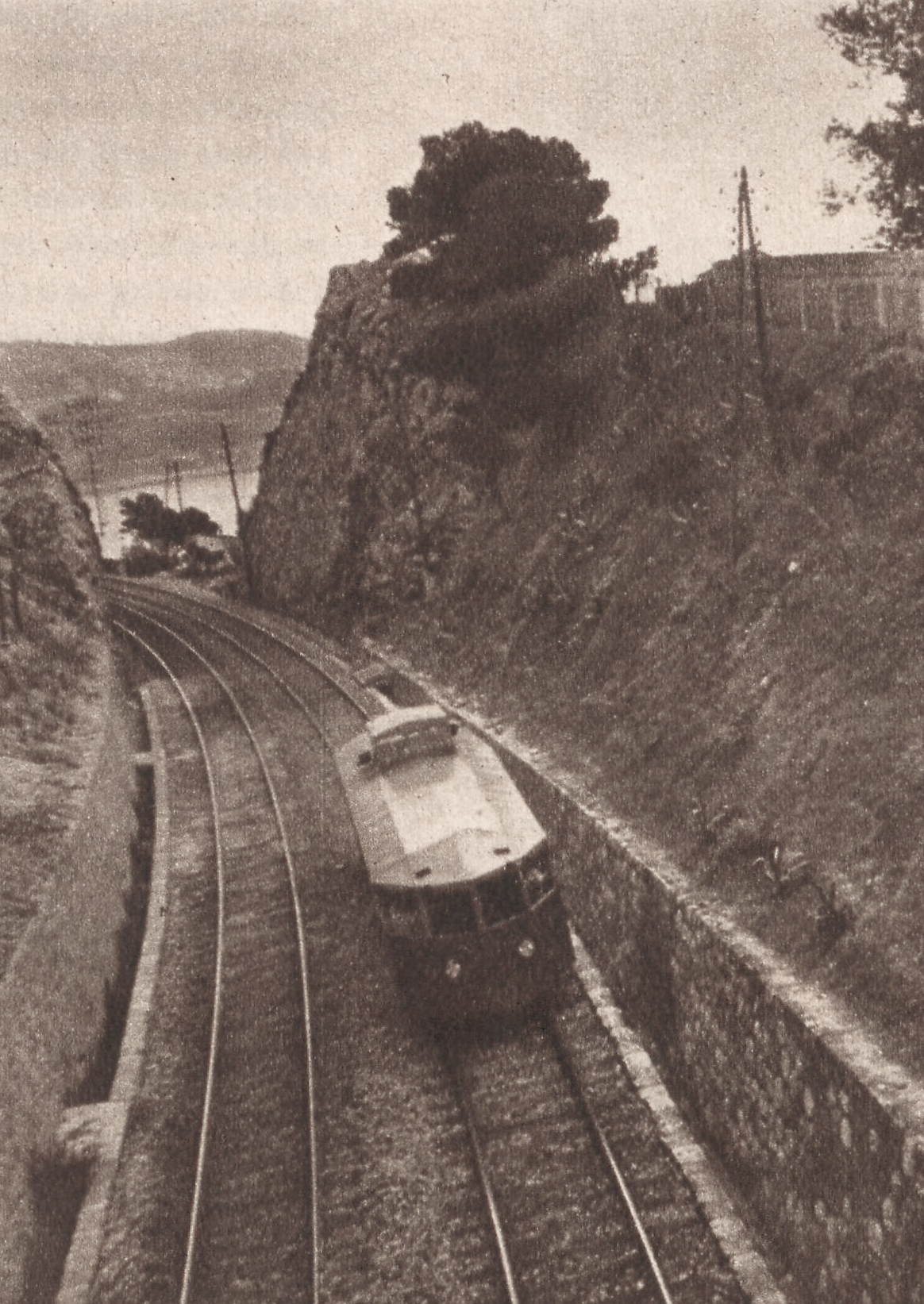
Autorail CGC du PLM sur la Côte d'Azur.

Les quatre premiers exemplaires construits (ZZ-B 1 à 4) sont affectés en 1933 par le PLM à son dépôt de Nice pour assurer le service entre cette ville, Menton et Vintimille. Les quatre suivants (ZZy 24601 à 24604) sont pris en compte par l'État à son dépôt de Gisors et font un service de navettes vers Conflans-Sainte-Honorine puis vers Évreux et Plaisir.
En 1937, l'État récupère les exemplaires du PLM ; la série se compose désormais des ZZy 24601 à 24608. À la création de la SNCF, l'ensemble du parc est muté à Tours. Les autorails, re-numérotés XB 10001 à 10008, sont débarrassés de leurs équipements intérieurs et assurent un service de ramassage de colis.
La radiation intervient en 1945 ou 1948.

## Modélisme
La firme Novateur Modèles propose un XGC 10000 dans ses deux livrées, État et PLM, à l'échelle HO.